# Kounkham
Kounkham, có khi viết là Koun Kham, (tiếng Lào: ເມືອງຄູນຄຳ), là một muang (mường, huyện) thuộc tỉnh Khammouan ở trung Lào .